# Кюнбург, Гандольф
Гандольф Кюнбург (граф; Gandolph von Kuenburg; 1841 — 1921) — австрийский политический деятель.
Был прокурором и судьёй, с 1874 член Верхне-австрийского ландтага, с 1888 — рейхсрата; принадлежал к правому крылу объединённой немецкой левой партии. Ему принадлежит знаменитое выражение: «Наша партия не позволит, чтобы тиара затмила корону». В декабре 1891, как представитель партии, занял место министра без портфеля в кабинете Тааффе; в декабре 1892 вышел в отставку, когда правительство решительно выступило против левой партии. Когда Пленер вступил в кабинет Виндишгреца, Кюнбург занял место старшины клуба немецкой левой партии. В 1897 он отказался выставить вновь свою кандидатуру на выборах, недовольный излишне, по его мнению, оппозиционным положением, занятым партией по отношению к правительству. После этого он призван в палату господ.